# Verein St. Iddazell
Der Verein St. Iddazell (seit 2012 Verein Kloster Fischingen) ist eine 1879 gegründete Institution «männlicher Katholiken» und Eigentümer des Klosters Fischingen mit Sitz im gleichnamigen Fischingen TG im Kanton Thurgau in der Schweiz.
Der Präsident des Vereins ist Bruno A. Hubatka, der Leiter des Klosters und seiner Betriebe ist Walter Hugentobler.

## Geschichte
Nach der Aufhebung der Klöster im Kanton Thurgau kaufte der neu gegründete Verein 1879 die Liegenschaften des Klosters (exklusive der Klosterkirche, welche Eigentum der katholischen Kirchengemeinde Fischingen ist) von dem Thurgauer Regierungsrat August Wild. Dieser hatte davor im Kloster eher erfolglos eine internationale Handelsschule betrieben. Das Vereinsziel war, das Kloster als Kulturgut zu erhalten und sich der Erziehung und der Bildung zu widmen. In seiner über hundertjährigen Geschichte betrieb der Verein Waisenhäuser, Erziehungsanstalten und Sonderschulheime im Auftrag der Schweizer Kantone.
Seit 1976 betreibt der Verein die Förderschule Fischingen im Auftrag des Kantons Thurgau, welche diese weitgehend finanziert. Die Schule bietet Platz für 80 Kinder beiderlei Geschlechts mit verschiedensten Lern- und Verhaltensproblemen. Die Förderschule hat neben dem Kloster weitere Standorte in Chilberg (Fischingen) und Sirnach. Der Verein betreibt weiterhin ein Seminarhotel und eine Schreinerei im Kloster.

## Missbrauchsfälle
In die Kritik kam der Verein durch Verdächtigungen, Heimkinder seien von Erziehern des Vereins sexuell missbraucht worden. Zeugen berichten von Gewaltexzessen, Waterboarding und sexuellen Übergriffen von den 1950er-Jahren bis in die 1970er-Jahre, während diese Vorkommnisse von ehemaligen Lehrern und Schülern teilweise bestritten werden.
Das Kinderheim stand ab Herbst 1943 unter der Leitung von Engelberger Patres. Der «Verein St. Iddazell» veranlasste die Untersuchung der Vorwürfe.
Der Bericht wurde am 5. Mai 2014 vorgestellt und enthielt ein Eingeständnis von Fehlern sowie eine offizielle Entschuldigung. Der Bericht spricht in klaren Worten von psychischen und physischen Misshandlungen, sexuellen Übergriffen und dem Versagen Verantwortlicher. Er war die Basis für die historische Abhandlung Kinder im Klosterheim: Die Anstalt St. Iddazell Fischingen 1879–1978, publiziert durch den Historischen Verein des Kantons Thurgau im Jahr 2015.
Am 9. Oktober 2019 berichtete das St. Galler Tagblatt, ein ehemaliges Heimkind verklage den Kanton Thurgau wegen sexueller Übergriffe und wegen medizinischer Versuche auf 1,4 Millionen Franken. Der Kanton habe seine Aufsichtspflicht verletzt. Die Klage wurde von Walter Nowak angestrengt, der in den 1960er- und 1970er-Jahren im Heim untergebracht gewesen war.